# Sei Nadoras
Sei Nadoras is een bestuurslaag in het regentschap Asahan van de provincie Noord-Sumatra, Indonesië. Sei Nadoras telt 2255 inwoners (volkstelling 2010).